# Charles Lambert
Charles Jacques Lambert (Strasburgo, 5 marzo 1932 – Strasburgo, 5 giugno 1990) è stato un pallanuotista francese.
Ha partecipato, come membro della Francia, alle Olimpiadi di Roma 1960, partecipando al torneo di pallanuoto.
Ha vinto 1 argento ai Giochi del Mediterraneo del 1955.